# 川田町 (豊田市)
川田町（かわだちょう）は、愛知県豊田市の町名。現行行政地名は川田町1丁目〜川田町5丁目。住居表示は行われていない。

## 地理

### 河川
- 矢作川

## 世帯数と人口

### 人口の変遷
国勢調査による人口および世帯数の推移。
| 1995年（平成7年）  | 2世帯 70人   |  |
| 2000年（平成12年） | 2世帯 71人   |  |
| 2005年（平成17年） | 2世帯 67人   |  |
| 2010年（平成22年） | 7世帯 74人   |  |
| 2015年（平成27年） | 9世帯 114人  |  |
| 2020年（令和2年）  | 10世帯 118人 |  |

## 学区
市立小・中学校に通う場合、学区は以下の通りとなる。
| 丁目・字       | 番地 | 小学校             | 中学校             |
| -------------- | ---- | ------------------ | ------------------ |
| 川田町（全域） | 全域 | 豊田市立寺部小学校 | 豊田市立高橋中学校 |

## 交通
- 内環状線

## 施設
- 川田公園
- 豊田老人保健施設

### WEB
1. ↑  “愛知県豊田市の町丁・字一覧”.   人口統計ラボ. 2024年2月26日閲覧。
2. 1 2  総務省統計局 (2022年2月10日). “令和2年国勢調査の調査結果(e-Stat) - 男女別人口，外国人人口及び世帯数－町丁・字等” (CSV). 2023年8月2日閲覧。
3. ↑  “愛知県豊田市の郵便番号一覧”.   日本郵便. 2024年2月29日閲覧。
4. ↑  “市外局番の一覧” (PDF).   総務省 (2022年3月1日). 2022年3月22日閲覧。
5. ↑  “ナンバープレートについて”.   一般社団法人愛知県自動車会議所. 2024年1月21日閲覧。
6. ↑  豊田市では全体で住居表示は行われていない。“その他（住民票に関すること）よくある質問”.   豊田市. 2025年5月28日閲覧。
7. ↑  総務省統計局 (2014年3月28日). “平成7年国勢調査の調査結果(e-Stat) - 男女別人口及び世帯数 －町丁・字等” (CSV). 2021年7月20日閲覧。
8. ↑  総務省統計局 (2014年5月30日). “平成12年国勢調査の調査結果(e-Stat) - 男女別人口及び世帯数 －町丁・字等” (CSV). 2021年7月20日閲覧。
9. ↑  総務省統計局 (2014年6月27日). “平成17年国勢調査の調査結果(e-Stat) - 男女別人口及び世帯数 －町丁・字等” (CSV). 2021年7月21日閲覧。
10. ↑  総務省統計局 (2012年1月20日). “平成22年国勢調査の調査結果(e-Stat) - 男女別人口及び世帯数 －町丁・字等” (CSV). 2021年7月21日閲覧。
11. ↑  総務省統計局 (2017年1月27日). “平成27年国勢調査の調査結果(e-Stat) - 男女別人口及び世帯数 －町丁・字等” (CSV). 2021年7月21日閲覧。
12. ↑  “町名別小中学校区”.   豊田市. 2025年7月7日閲覧。